# Effet « blouse blanche »

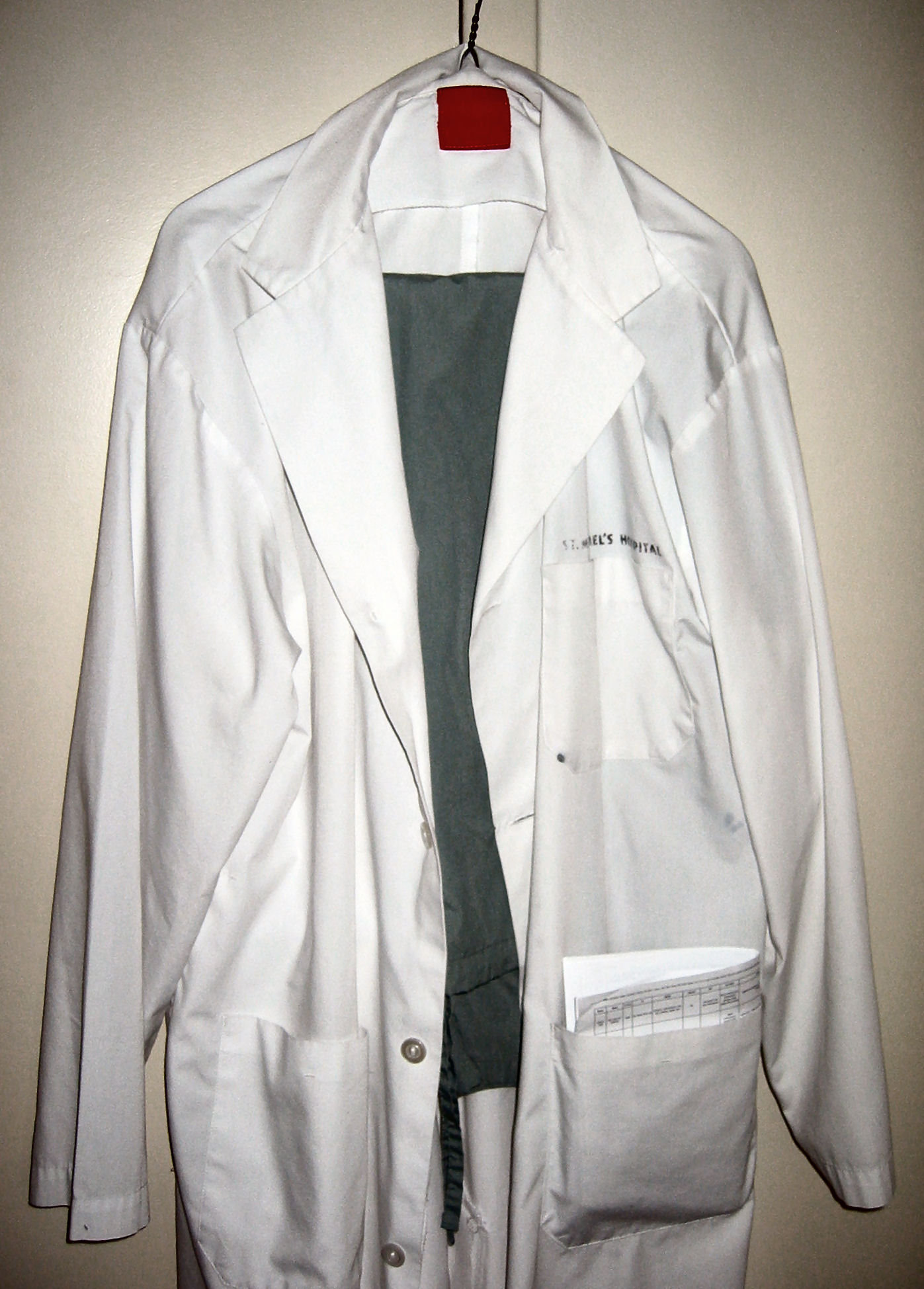
Une blouse blanche.

L'effet « blouse blanche » ou « effet médecin » désigne les modifications physiologiques provoquées chez l’individu se trouvant dans un environnement médical ressenti comme stressant. Il désigne communément une augmentation inhabituelle de la fréquence cardiaque et de la tension artérielle en présence d’un médecin alors que ces chiffres sont plus bas à domicile.
Ce concept est né dans les années 1980.
On distingue l'« effet blouse blanche » de l'« hypertension artérielle blouse blanche ». Dans le premier cas, les chiffres tensionnels à domicile sont seulement plus bas que lors de la consultation. Dans le second cas, ils sont normaux, et ce, sans traitement. On l'oppose également à l'« hypertension artérielle masquée » où les chiffres à domicile sont élevés et ceux au cabinet de consultation normaux.
L'effet « blouse blanche » est un exemple d'effet nocebo.

## Épidémiologie
La prévalence augmente avec l'âge, atteignant près d'une personne sur cinq après trente ans. Elle est un peu plus fréquente chez les personnes de sexe masculin.

## Mécanismes
Le stress induit par l’effet « blouse blanche » peut provoquer des réponses liées au système nerveux orthosympathique.
Selon les théories de Ivan Pavlov, on peut considérer en psychologie cognitive que la vue de la "blouse blanche" est un stimulus conditionnel qui entrainerait comme réponse (ou réflexe) par exemple une accélération du rythme cardiaque ou une hausse de la pression /tension artérielle. Il est difficile de savoir avec certitude quel peut être le "stimulus inconditionnel" qui est à l'origine de ce conditionnement classique puisqu'il dépendra de l'histoire de la personne.
Cette modification des paramètres peut fausser l’interprétation des résultats d'un examen clinique.
Un effet blouse blanche doit être suspecté en cas de :
- sujet émotif, anxieux, nosophobe, craignant le milieu médical ;
- différences de tension entre les mesures de différents médecins ;
- différences de tension entre l’automesure tensionnelle à domicile, et la mesure au cabinet ;
- écart important de mesures réalisées par différents médecins ;
- normalisation de la tension lors de la prise de plusieurs TA successive ;
- hypertension artérielle (HTA) peu importante et résistant aux divers traitements proposés.

Chez le normotendu, l'effet blouse blanche peut entraîner de faux diagnostic d'HTA. Ce qui entraîne un dommage important pour le patient : stress non fondé d'être atteint d'une maladie chronique, traitement au long cours, suivi médical…
Chez le patient hypertendu, l'effet blouse blanche entraîne une majoration de la pression artérielle et une augmentation inutile du traitement anti hypertenseur.
Même si les chiffres sont difficiles à mesurer, on peut évaluer à près de 25 % les fausses HTA dues à l'effet blouse blanche. Il touche plus les adolescents, les jeunes adultes et les personnes âgées.
Il faut donc bien s'assurer qu'il existe une HTA permanente avant d'affirmer l'HTA et avant de la traiter : une automesure tensionnelle à domicile et une MAPA doivent être faites en cas de doute. Cet effet concernerait près d'un quart des patients diagnostiqués comme hypertendus.

## Conséquences
Le risque cardio-vasculaire des patients porteurs d'une « hypertension artérielle blouse blanche » est identique à celui des patients normotendus, ce qui conforte l'absence d'indication à un traitement antihypertenseur.